# Västerlandets österländska ursprung
Västerlandets österländska ursprung med originaltiteln The Eastern Origins of Western Civilisation är en bok av John M. Hobson utgiven 2004. Den svenska översättningen kom 2007. Boken kritiserar den gängse bilden av Västerlandets uppgång. Hobsons tes är att Europa som världens ekonomiskt, militärt och politiskt ledande region inte vore möjligt utan interaktion med Asien och Afrika.